# Nederlands landskampioenschap voetbal 1954/55 (Kampioenscompetitie)/Wedstrijden
De wedstrijden van de kampioenscompetitie van het Nederlandse Eerste klasse voetbal uit het seizoen 1954/55 was de eerste keer dat er officieel gestreden werd om het landskampioenschap voetbal na de intrede van het betaald voetbal in Nederland. De competitie werd gespeeld nadat de reguliere competitieklasses waren uitgespeeld. De wedstrijden werden gespeeld van 2 juli 1955 tot 20 juli 1955.

## Speelronde 1
|             |                                      |       |                          |                                                                                       |
| 2 juli 1955 | PSV                                  | 2 – 2 | NAC                      | Stadion: Philips Stadion, Eindhoven Toeschouwers: 17.000 Scheidsrechter: Bertus Ausum |
| 2 juli 1955 | Cor Smulders 40' Toon Brusselers 54' |       | 23', 33' Louis Overbeeke | Stadion: Philips Stadion, Eindhoven Toeschouwers: 17.000 Scheidsrechter: Bertus Ausum |
| 2 juli 1955 |                                      |       |                          | Stadion: Philips Stadion, Eindhoven Toeschouwers: 17.000 Scheidsrechter: Bertus Ausum |
| 2 juli 1955 |                                      |       |                          | Stadion: Philips Stadion, Eindhoven Toeschouwers: 17.000 Scheidsrechter: Bertus Ausum |
|             |                                      |       |                          |                                                                                       |

|             |                                        |       |           |                                                                                           |
| 2 juli 1955 | Willem II                              | 2 – 0 | Eindhoven | Stadion: Gemeentelijk Sportpark, Tilburg Toeschouwers: 19.000 Scheidsrechter: Piet Roomer |
| 2 juli 1955 | Piet de Jong 15' Sjel de Bruyckere 87' |       |           | Stadion: Gemeentelijk Sportpark, Tilburg Toeschouwers: 19.000 Scheidsrechter: Piet Roomer |
| 2 juli 1955 |                                        |       |           | Stadion: Gemeentelijk Sportpark, Tilburg Toeschouwers: 19.000 Scheidsrechter: Piet Roomer |
| 2 juli 1955 |                                        |       |           | Stadion: Gemeentelijk Sportpark, Tilburg Toeschouwers: 19.000 Scheidsrechter: Piet Roomer |
|             |                                        |       |           |                                                                                           |

## Speelronde 2
|             |                 |       |                  |                                                                                    |
| 6 juli 1955 | Eindhoven       | 1 – 1 | PSV              | Stadion: Aalsterweg, Eindhoven Toeschouwers: 23.000 Scheidsrechter: Jan Bronkhorst |
| 6 juli 1955 | Jan Louwers 53' |       | 14' Piet Fransen | Stadion: Aalsterweg, Eindhoven Toeschouwers: 23.000 Scheidsrechter: Jan Bronkhorst |
| 6 juli 1955 |                 |       |                  | Stadion: Aalsterweg, Eindhoven Toeschouwers: 23.000 Scheidsrechter: Jan Bronkhorst |
| 6 juli 1955 |                 |       |                  | Stadion: Aalsterweg, Eindhoven Toeschouwers: 23.000 Scheidsrechter: Jan Bronkhorst |
|             |                 |       |                  |                                                                                    |

|             |                           |       |                  |                                                                             |
| 6 juli 1955 | NAC                       | 3 – 1 | Willem II        | Stadion: Beatrixstraat, Breda Toeschouwers: 14.010 Scheidsrechter: Leo Horn |
| 6 juli 1955 | Leo Canjels 38', 63', 90' |       | 23' Piet de Jong | Stadion: Beatrixstraat, Breda Toeschouwers: 14.010 Scheidsrechter: Leo Horn |
| 6 juli 1955 |                           |       |                  | Stadion: Beatrixstraat, Breda Toeschouwers: 14.010 Scheidsrechter: Leo Horn |
| 6 juli 1955 |                           |       |                  | Stadion: Beatrixstraat, Breda Toeschouwers: 14.010 Scheidsrechter: Leo Horn |
|             |                           |       |                  |                                                                             |

## Speelronde 3
|             |                                     |       |                                        |                                                                                 |
| 9 juli 1955 | NAC                                 | 2 – 3 | Eindhoven                              | Stadion: Beatrixstraat, Breda Toeschouwers: 14.000 Scheidsrechter: Joop Martens |
| 9 juli 1955 | Leo Canjels 85' Kees Bruyninckx 88' |       | 41', 54' Jan Louwers 79' Willy Schmidt | Stadion: Beatrixstraat, Breda Toeschouwers: 14.000 Scheidsrechter: Joop Martens |
| 9 juli 1955 |                                     |       |                                        | Stadion: Beatrixstraat, Breda Toeschouwers: 14.000 Scheidsrechter: Joop Martens |
| 9 juli 1955 |                                     |       |                                        | Stadion: Beatrixstraat, Breda Toeschouwers: 14.000 Scheidsrechter: Joop Martens |
|             |                                     |       |                                        |                                                                                 |

|             |                                                       |       |                                                |                                                                                          |
| 9 juli 1955 | PSV                                                   | 3 – 3 | Willem II                                      | Stadion: Philips Stadion, Eindhoven Toeschouwers: 16.000 Scheidsrechter: Koos van Gelder |
| 9 juli 1955 | Harry van Elderen 28' Theo Buenen 34' Coen Dillen 73' |       | 46', 78' Sjel de Bruyckere 48' Jan van Roessel | Stadion: Philips Stadion, Eindhoven Toeschouwers: 16.000 Scheidsrechter: Koos van Gelder |
| 9 juli 1955 |                                                       |       |                                                | Stadion: Philips Stadion, Eindhoven Toeschouwers: 16.000 Scheidsrechter: Koos van Gelder |
| 9 juli 1955 |                                                       |       |                                                | Stadion: Philips Stadion, Eindhoven Toeschouwers: 16.000 Scheidsrechter: Koos van Gelder |
|             |                                                       |       |                                                |                                                                                          |

## Speelronde 4
|              |                                       |       |                                         |                                                                                    |
| 13 juli 1955 | Eindhoven                             | 2 – 5 | NAC                                     | Stadion: Aalsterweg, Eindhoven Toeschouwers: 18.000 Scheidsrechter: Klaas Schipper |
| 13 juli 1955 | Frans van Kemenade 26' Dick Snoek 33' |       | 19', 47', 64', 67', 68' Louis Overbeeke | Stadion: Aalsterweg, Eindhoven Toeschouwers: 18.000 Scheidsrechter: Klaas Schipper |
| 13 juli 1955 |                                       |       |                                         | Stadion: Aalsterweg, Eindhoven Toeschouwers: 18.000 Scheidsrechter: Klaas Schipper |
| 13 juli 1955 |                                       |       |                                         | Stadion: Aalsterweg, Eindhoven Toeschouwers: 18.000 Scheidsrechter: Klaas Schipper |
|              |                                       |       |                                         |                                                                                    |

|              |                                             |       |                 |                                                                                            |
| 13 juli 1955 | Willem II                                   | 3 – 1 | PSV             | Stadion: Gemeentelijk Sportpark, Tilburg Toeschouwers: 16.000 Scheidsrechter: Ton Formanoy |
| 13 juli 1955 | Piet de Jong 36' Sjel de Bruyckere 44', 85' |       | 30' Coen Dillen | Stadion: Gemeentelijk Sportpark, Tilburg Toeschouwers: 16.000 Scheidsrechter: Ton Formanoy |
| 13 juli 1955 |                                             |       |                 | Stadion: Gemeentelijk Sportpark, Tilburg Toeschouwers: 16.000 Scheidsrechter: Ton Formanoy |
| 13 juli 1955 |                                             |       |                 | Stadion: Gemeentelijk Sportpark, Tilburg Toeschouwers: 16.000 Scheidsrechter: Ton Formanoy |
|              |                                             |       |                 |                                                                                            |

## Speelronde 5
|              |                  |       |                 |                                                                                       |
| 16 juli 1955 | PSV              | 1 – 1 | Eindhoven       | Stadion: Philips Stadion, Eindhoven Toeschouwers: 15.000 Scheidsrechter: Bertus Ausum |
| 16 juli 1955 | Cor Smulders 76' |       | 49' Jan Louwers | Stadion: Philips Stadion, Eindhoven Toeschouwers: 15.000 Scheidsrechter: Bertus Ausum |
| 16 juli 1955 |                  |       |                 | Stadion: Philips Stadion, Eindhoven Toeschouwers: 15.000 Scheidsrechter: Bertus Ausum |
| 16 juli 1955 |                  |       |                 | Stadion: Philips Stadion, Eindhoven Toeschouwers: 15.000 Scheidsrechter: Bertus Ausum |
|              |                  |       |                 |                                                                                       |

|              |                                         |       |                                     |                                                                                           |
| 16 juli 1955 | Willem II                               | 2 – 2 | NAC                                 | Stadion: Gemeentelijk Sportpark, Tilburg Toeschouwers: 22.000 Scheidsrechter: Wim Beltman |
| 16 juli 1955 | Sjel de Bruyckere 3' Jan van Roessel 7' |       | 38' Kees Bruyninckx 56' Leo Canjels | Stadion: Gemeentelijk Sportpark, Tilburg Toeschouwers: 22.000 Scheidsrechter: Wim Beltman |
| 16 juli 1955 |                                         |       |                                     | Stadion: Gemeentelijk Sportpark, Tilburg Toeschouwers: 22.000 Scheidsrechter: Wim Beltman |
| 16 juli 1955 |                                         |       |                                     | Stadion: Gemeentelijk Sportpark, Tilburg Toeschouwers: 22.000 Scheidsrechter: Wim Beltman |
|              |                                         |       |                                     |                                                                                           |

## Speelronde 6
|              |                      |       |                                                                       |                                                                              |
| 20 juli 1955 | Eindhoven            | 2 – 3 | Willem II                                                             | Stadion: Aalsterweg, Eindhoven Toeschouwers: 17.000 Scheidsrechter: Leo Horn |
| 20 juli 1955 | Jan Louwers 17', 32' |       | 12' (e.d.) Frans van Tuijl 14' Toon Becx 52' (e.d.) Lambert van Tuijl | Stadion: Aalsterweg, Eindhoven Toeschouwers: 17.000 Scheidsrechter: Leo Horn |
| 20 juli 1955 |                      |       |                                                                       | Stadion: Aalsterweg, Eindhoven Toeschouwers: 17.000 Scheidsrechter: Leo Horn |
| 20 juli 1955 |                      |       |                                                                       | Stadion: Aalsterweg, Eindhoven Toeschouwers: 17.000 Scheidsrechter: Leo Horn |
|              |                      |       |                                                                       |                                                                              |

|              |     |                                     |     |                                                                                   |
| 20 juli 1955 | NAC | 0 – 2                               | PSV | Stadion: Beatrixstraat, Breda Toeschouwers: 12.000 Scheidsrechter: Klaas Schipper |
| 20 juli 1955 |     | 34' Coen Dillen 43' Toon Brusselers |     | Stadion: Beatrixstraat, Breda Toeschouwers: 12.000 Scheidsrechter: Klaas Schipper |
| 20 juli 1955 |     |                                     |     | Stadion: Beatrixstraat, Breda Toeschouwers: 12.000 Scheidsrechter: Klaas Schipper |
| 20 juli 1955 |     |                                     |     | Stadion: Beatrixstraat, Breda Toeschouwers: 12.000 Scheidsrechter: Klaas Schipper |
|              |     |                                     |     |                                                                                   |